# Barreiro
Barreiro – miasto w środkowej Portugalii (Estremadura), w dystrykcie Setúbal, na lewym brzegu estuarium Tagu.

## Krótki opis

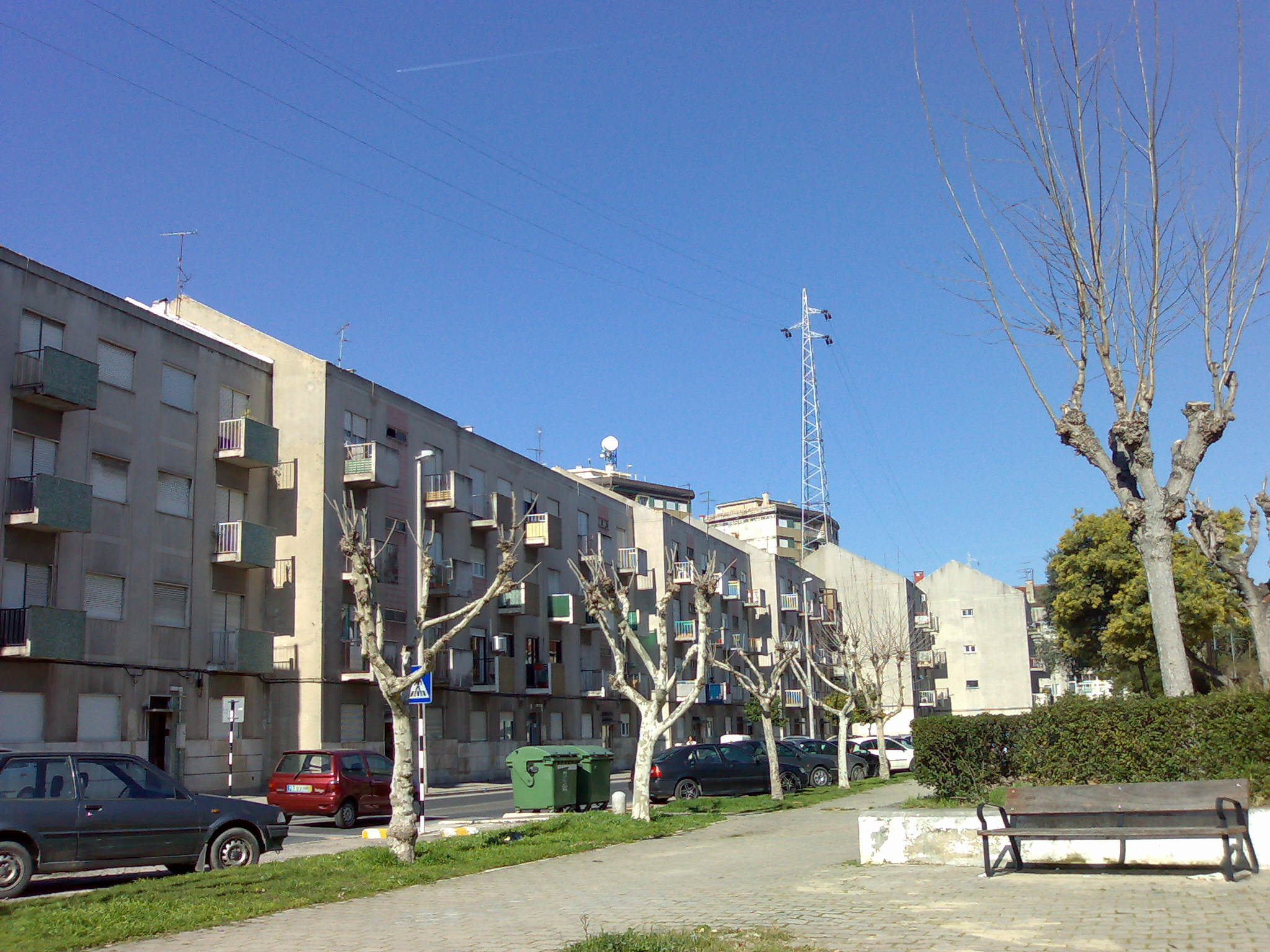
Barreiro

Miejscowość jest siedzibą gminy o tej samej nazwie, obejmującej 8 sołectw. Ludność: 78 764 mieszkańców (2011 r.). W mieście znajduje się stacja kolejowa Barreiro.

## Sołectwa
Sołectwa gminy Barreiro (ludność wg stanu na 2011 r.)
- Barreiro - 7449 osób
- Lavradio - 14 428 osób
- Palhais - 1869 osób
- Santo André - 11 480 osób
- Verderena - 10 285 osób
- Alto do Seixalinho - 19 995 osób
- Santo António da Charneca - 11 536 osób
- Coina - 1722 osoby

## Miasta partnerskie
- Łódź, Polska
- Stara Zagora, Bułgaria